# Gamla huset

Gamla huset, även Gula huset, är en byggnad på Waldemarsudde på Södra Djurgården i Stockholm. Huset hör till den ursprungliga bebyggelsen från 1700-talet och nyttjades under en övergångstid kring sekelskiftet 1900 av prins Eugen som sommarbostad. Nära huset har prins Eugen fått sin sista vila.
Husets äldsta del är en parstuga som troligen byggdes av kommissarie Alström som blev ägare till Waldemarsudde 1737. På 1780-talet byggdes den till av näste ägaren Carl Magnus Fris och nyttjades som sommarnöje. Vid 1800-talets mitt genomfördes om- och påbyggnader av dåvarande ägaren skeppsredaren och grosshandlaren Johan Bergman Olson. Då tillkom en övervåning med brutet tak och en förstuga. I slutet av 1800-talet byggdes den öppna verandan mot söder och den inbyggda verandan mot norr. Husets alla ombyggnadsepoker återkommer även i inredningen.
År 1892  hyrde prins Eugen ett gavelrum i Gamla huset. Där ville han "ha några vackra dagar med guldskimrande aftonljus". Det blev mera än några dagar, sju år senare köpte han hela egendomen. Innan Bobergs byggnad stod klar på Waldemarsudde nyttjade prinsen Gamla huset som sommarbostad. Prinsen avled år 1947 och kremerades som den första kungliga personen i Sverige. Hans urna gravsattes nere vid stranden bakom Gamla huset.
År 1965 invigdes ett museum i byggnaden, där prinsens livsverk och Waldemarsuddes äldre historia presenterades.  Då Waldemarsudde firade sitt 50-årsjubileum som offentligt museum 1998, renoverades huset på nytt och väggarnas originalfärger togs fram.